# Quadrado de Atenas
Quadrado de Atenas ou Quadratus de Atenas (em grego:  Άγιος Κοδράτος) é conhecido por ter sido o primeiro apologista. Eusébio afirmou que ele teria sido discípulo dos apóstolos (auditor apostolorum). Dionísio de Corinto, numa carta sumarizada por Eusébio diz que Quadrado se tornou bispo de Atenas após o martírio de Publius, revigorando a fé da congregação na cidade e a mantendo coesa. Ele é contado entre os Setenta Apóstolos na tradição das Igrejas orientais.

## Vida e obras
Ele dirigiu um discurso ao imperador romano Adriano contendo um defesa — ou apologia — da religião cristã quando o imperador estava visitando Atenas em 124 ou 125 d.C. (a primeira obra do gênero conhecida) e que Eusébio incorretamente afirma que teria convencido o imperador a publicar um édito favorável aos cristãos. Com exceção da já citada passagem de Eusébio (H.E. IV.3), esta obra desapareceu completamente. A passagem citada afirma que muitos dos que foram curados ou ressuscitados por Cristo ainda estavam vivos. Isto parece ser parte de um argumento de que Cristo não seria apenas um fazedor de milagres cujos efeitos seriam temporários. P. Andriessem sugeriu que a Apologia de Quadrado seria o trabalho que conhecemos como Epístola a Diogneto, uma sugestão que Michael W. Holmes achou "intrigante". Embora admita que a "Epístola a Diogneto" não contém a única citação conhecida de um discurso de Quadrado (em Eusébio), Holmes defende esta identificação notando que "há um vazio entre 7.6 e 7.7 na qual ela [a citação] caberia muito bem".
Por causa da similaridade de nome, alguns estudiosos concluíram que Quadrado, o apologista é a mesma pessoa mencionada por Eusébio (Hist. Ecles. III.37). A evidência, porém, não é suficiente para ser convincente. As referências posteriores a Quadrado em São Jerônimo (em De Viris Illustribus, cap. 19) e nas martirologias são todas baseadas em Eusébio ou exageros de seu relato.